# هوفستتن گرونو
هوفستتن گرونو (به آلمانی: Hofstetten-Grünau) یک منطقهٔ مسکونی در اتریش است که در ناحیه زانکت پولتن-لاند واقع شده‌است. هوفستتن گرونو ۲٬۵۶۹ نفر جمعیت دارد.